# Руссо, Джефф
Джефф Руссо (англ. Jeff Russo; род. 31 августа 1969) — американский композитор, автор песен, гитарист, вокалист и музыкальный продюсер, а также один из двух членов-основателей рок-группы Tonic. Он также является одним из основателей акустической рок-группы Low Stars.
Руссо также известен своей работой в качестве композитора в различных фильмах и телесериалах, в частности «Снегопад», «Фарго», «Легион» и «По ту сторону», а также в сериалах «Звёздный путь: Дискавери», «Звёздный путь: Пикар» и «Звёздный путь: Странные новые миры» и «Ради всего человечества». Он также является автором мини-сериала «Однажды ночью» и известной видеоигры «What Remains of Edith Finch». За свою работу над «Фарго» он получил премию Primetime Emmy Award за выдающуюся музыкальную композицию для ограниченного сериала, фильма или специального выпуска в 2017 году.

## Биография
Руссо начал свою музыкальную карьеру как рок-музыкант. В 2012 году его пригласили (его друзья из рок-группы «Венди и Лиза») помочь в создании музыкальной темы для запланированного телесериала по мотивам популярного фильма «Фарго», и он понял, насколько ему понравился этот процесс.
В настоящее время он является автором двух сериалов, номинированных на премию Пибоди: «Звёздный путь: Дискавери» канала CBS и «Легион» канала FX с Дэном Стивенсом и Обри Плазой в главных ролях. Он также является автором сценария для сериала Netflix «Академия Амбрелла» с Эллиотом Пейджем, Робертом Шиэном и Мэри Джей Блайдж в главных ролях, основанного на популярной серии комиксов Джерарда Уэя и Габриэля Ба. Он написал сценарий для полнометражного режиссёрского дебюта Ноа Хоули в фильмах Fox Searchlight, «Люси в небесах» с Натали Портман и Джоном Хэммом в главных ролях, а также «Видоизменённый углерод», экранизации научно-фантастического романа Ричарда К. Моргана. Его работа в кино включает в себя музыку к боевику-триллеру Марка Уолберга «22 мили», «Лиззи» Крейга Макнила с Хлоей Севиньи и Кристен Стюарт в главных ролях, премьера которого состоялась на кинофестивале «Сандэнс» в 2018 году, и «Состояние рассудка» Джона Эвнета с Ричардом Гиром в главной роли, премьера которого состоялась на Международном кинофестивале в Торонто в 2017 году.
Сотрудничество с франшизой «Звёздный путь» началось с сериала «Звёздный путь: Дискавери».
У Руссо и его жены, музыкантши Нины Гордон из группы «Veruca Salt», двое детей.

## Альбомы

### Tonic
| Год  | Альбом                             |
| ---- | ---------------------------------- |
| 1996 | Lemon Parade                       |
| 1999 | Live and Enhanced                  |
| 1999 | Sugar                              |
| 2002 | Head on Straight                   |
| 2009 | A Casual Affair: The Best of Tonic |
| 2010 | Tonic                              |
| 2016 | Lemon Parade Revisited             |

### Гостевые выступления
| Год  | Альбом                                     |
| ---- | ------------------------------------------ |
| 2016 | TAMA GIRARD "When I Think of You" (Single) |

### Low Stars
| Год  | Альбом                 |
| ---- | ---------------------- |
| 2007 | Calling All Friends EP |
| 2007 | Low Stars              |

### Сольное выступление
| Год       | Альбом                                  |
| --------- | --------------------------------------- |
| 2007-2008 | Make Me Feel Good About Me (unreleased) |

### Саундтреки

#### Фильмы
| Год  | Название             | Режиссёр                   |
| ---- | -------------------- | -------------------------- |
| 2012 | About Cherry         | Stephen Elliott            |
| 2012 | Watercolor Postcards | Rajeev Dassani             |
| 2013 | Free Ride            | Shana Betz                 |
| 2013 | Bad Behaviour        | Nicholas Brandt Lisa Hamil |
| 2014 | The Surface          | Gil Cates Jr.              |
| 2017 | Hondros              | Greg Campbell              |
| 2017 | Состояние рассудка   | Джон Эвнет                 |
| 2017 | Submission           | Richard Levine             |
| 2018 | Lizzie               | Craig William Macneill     |
| 2018 | 22 мили              | Питер Берг                 |
| 2019 | Люси в небесах       | Ной Хоули                  |
| 2020 | Lorelei              | Sabrina Doyle              |
| 2022 | American Dreamer     | Paul Dektor                |
| 2023 | Криминальный шеф     | Николас Томней             |
| 2025 | Blood Knot           | Роберто Снейдер            |

#### Телевидение
| Год       | Сериал                              | Примечания |
| --------- | ----------------------------------- | --- |
| 2009      | Необычный детектив                  | |
| 2010      | My Generation                       | |
| 2011—2013 | Необходимая жестокость              | 16 серий |
| 2013—2014 | Заложники                           | Написано совместно с Беном Дектером |
| 2014—н.в. | Фарго                               | - Премия Primetime Emmy за выдающуюся музыкальную композицию для ограниченного сериала, фильма или специального выпуска за «Aporia» - Номинация - Премия Primetime Emmy за выдающуюся музыкальную композицию для ограниченного сериала, фильма или специального выпуска для «Loplop» - Номинация — Премия «Эмми» за выдающуюся музыкальную композицию для ограниченного сериала, фильма или специального выпуска «The Crocodile's Dilemma»                                                                |
| 2014—2020 | Власть в ночном городе              | |
| 2015      | Тут                                 | Мини-сериал |
| 2015      | Манхэттен                           | |
| 2015      | Возвращённые                        | С Зои Китинг |
| 2016      | American Gothic                     | |
| 2016      | Однажды ночью                       | Мини-сериал |
| 2016—2021 | Люцифер                             | Сочинено с Беном Дектером Заменён Марко Белтрами и Деннисом Смитом во втором сезоне и далее. |
| 2016—2018 | Нулевой канал                       | |
| 2017—2018 | Призраки                            | |
| 2017—2019 | Легион                              | |
| 2017—2023 | Snowfall                            | |
| 2017—2024 | Звёздный путь: Дискавери            | Оригинальная тема взята из Звёздного пути от Александра Кариджа |
| 2017—2019 | По ту сторону                       | |
| 2018—2020 | Видоизменённый углерод              | |
| 2018—2020 | Звёздный путь: Короткие путешествия | Оригинальная тема «Звездного пути» от Александра Кариджа Написана основная тема и музыка для первого сезона, а также музыка для «Детей Марса» из второго сезона. В оставшейся части второго сезона по-прежнему использовалась заглавная тема Руссо, но в остальном партитуры были написаны различными композиторами, включая Криса Бауэрса, Нами Мелумад и других, при этом Майкл Джаккино выступал в качестве композитора-руководителя и написание музыки для короткометражного фильма, который он снял. |
| 2018      | Трагедия в Уэйко                    | Мини-сериал. В соавторстве с Джорданом Ганье |
| 2018      | Диета из Санта-Клариты              | Написана музыка для 2-го и 3-го сезонов. 1-й сезон написан Джоном Дебни |
| 2019—2024 | Академия Амбрелла                   | |
| 2019—н.в. | Ради всего человечества             | |
| 2019      | Притворство                         | |
| 2019      | Проводник                           | |
| 2019      | Тредстоун                           | Оригинальные темы «Борна» от Джона Пауэлла. В соавторстве с Джорданом Ганье |
| 2020—2022 | Звёздный путь: Пикар                | Написана музыка к первым двум сезонам. Третью и последнюю песню написали Стивен Бартон и Фредерик Видманн |
| 2020      | Монахиня-воин                       | |
| 2020      | Проклятая                           | Составленная тема |
| 2020      | Дивный новый мир                    | В соавторстве с Джорданом Ганье |
| 2020      | Utopia                              | |
| 2021      | Кларисса                            | |
| 2021      | Осло                                | Телевизионный фильм. В соавторстве с Зои Китинг |
| 2021      | Новый вишнёвый вкус                 | Мини-сериал |
| 2022      | Звёздный путь: Странные новые миры  | Написана основная тема |
| 2022      | Босх: Наследие                      | |
| 2023      | Любовь и смерть                     | Мини-сериал |
| 2023      | Миссис Дейвис                       | Ограниченная серия |
| 2024      | Рипли                               | Ограниченная серия |
| 2025      | Звёздный путь: Секция 31            | Телевизионный фильм |
| 2025      | Нулевой день                        | Мини-сериал |
| 2025      | В глуши                             | |
| 2025      | Чужой: Земля                        | |

#### Видеоигры
| Год  | Название                    | Студия          | Комментарии                                |
| ---- | --------------------------- | --------------- | ------------------------------------------ |
| 2017 | What Remains of Edith Finch | Giant Sparrow   | Номинант — BAFTA Game Award for Best Music |
| 2018 | Madden NFL 18               | Electronic Arts | Story mode Longshot                        |

## Внешние ссылки
- Jeff Russo Web Site
- Jeff Russo myspace page
- Руссо, Джефф (англ.) на сайте Internet Movie Database
- Jeff Russo (англ.) на сайте AllMusic